# Bonanno-familien
Bonanno -familien (amerikansk: Bonanno crime family) er en italiensk-amerikansk mafia-"familie" og en af De fem familier, der dominerer organiseret kriminalitet i New York City og i USA som en del af den amerikanske mafia. Familien var tidligere kaldet Maranzano-familien, indtil dens grundlægger Salvatore Maranzano blev likvideret i 1931. Joseph Bonanno blev tildelt de fleste af Maranzanos forretninger, da Charles "Lucky" Luciano efter Maranzanos likvidering dannede The Commission og opdelte de kriminelle mafiagruppers forretninger i New York City mellem de fem familier.
Under Bonannos lederskab mellem 1930'erne og 1960'erne blev familien en af de fremtrædende familier, men da Bonanno i begyndelsen af 1960'erne forsøgte at smide flere af medlemmer ud af The Commission, måtte han gå under jorden mellem 1963 og 1966, hvilket gav anledning til en intern krig i familien, kaldet "the Banana War" der varede indtil 1968, hvor Bonanno trak sig tilbage til Arizona.
Mellem 1976 og 1981 blev familien infiltreret af en FBI-agent, der kaldte sig Donnie Brasco, og Bonanno-familien blev den første af De fem familier, der blev smidt ud af The Commission. Familien blev reorganiseret i 1990'erne under Joseph Massino, og ved indgangen til det nye årtusinde var familien tilbage i The Commission og blandt de mest indflydelsesrige mafia-familier i New York. I de tidlige 2000'ere førte en række domfældelser over familiens medlemmer imidlertid til, at overhovedet Massino blev meddeler til FBI som den første familieoverhoved ("boss") blandt De fem familier. Bonanno-familien anses som dem mest brutale af De fem familier gennem 1900-tallet.

## Historie

### Siciliansk oprindelse
Bonanno-familiens rødder kan spores tilbage til byen Castellammare del Golfo i provinsen Trapani på Sicilien, hvor Giuseppe "Peppe" Bonanno og dennes bror Stefano drev en række mafiaaktiviteter. Klanen var allieret med lederen af Magaddino-klanen, Stefano Magaddino. De to klaner var i 1900’erne i konflikt med Felice Buccellato, lederen af Buccellato-klanen.
Magaddino emigrerede i 1902 til New York og blev et betydningsfuldt medlem af Castellammarese-klanen. På Sicilien blev brødrene Stefano og Giuseppe dræbt, men deres yngre bror, Salvatore Bonanno, tog hævn og dræbte medlemmer af Buccellatos-klanen.
Salvatore blev i 1905 far til Joseph Bonanno, og tre år senere flyttede han og familien til New York City, hvor Salvatore overtog kontrollen med den lokale diaspora fra Castellammarese bosat i Williamsburg i Brooklyn. Salvatore rejste i 1911 tilbage til Sicilien, hvor han i 1915 døde af et hjerteanfald. Magaddino flygtede i 1921 til Buffalo i den vestlige del af delstaten New York for at undgå drabsanklager, og Castellammarese-klanen blev overtaget af Nicolo "Cola" Schirò.

### Castellammarese-krigen
Spiritusforbuddet i USA i 1923 gav gangstergrupperne i USA gyldne tider, da de kunne udvide forretningerne med fremstilling, smugling og salg af spiritus. Castellammarese-klanen fik også store indtægter, men rivalisering mellem de forskellige grupperinger om forretninger og territorium var udbredt. Castellammarese-klanen var i slutningen af 1920'erne i konflikt med den førende mafiafamilie, Masseria-familien ledet af gangsterbossen Giuseppe "Joe the Boss" Masseria. Konflikten eskalerede og udviklede sig i 1930 til det, der blev benævnt Castellammarese-krigen. Ved konfliktens begyndelse var Castellammarese-klanen ledet af Nicolo "Cola" Schirò, der havde forsøgt at opnå en form for sameksistens med Masseria, men Schirò blev udskiftet med Salvatore Maranzano, der ønskede at overtage den fulde kontrol med New Yorks underverden. Blodbadet blev intensiveret under Maranzanos lederskab.
Castellammarese-klanen var bedre organiseret og samlet end Masserias bande. Maranzano havde allierede i flere andre amerikanske byer, der havde mafia-organisationer med udspring i Castellammarese. I 1931 skiftede momentum i krigen til fordel for Maranzano. I foråret 1931 besluttede en gruppe yngre medlemmer af Masserias familie at skifte til Maranzanos bande. De unge medlemmer var en gruppe, kaldet "De unge tyrkere", der omfattede en række senere mafiabosser, herunder Charles "Lucky" Luciano, Vito Genovese, Frank Costello, Tommy Lucchese, Albert Anastasia og Joe Adonis. Gruppen var utilfredse med Masserias grådighed og gammeldags ledelsesstil. Lederen af De unge tyrkere, Charles Luciano, indgik en hemmelig aftale med Maranzano, hvor Luciano ville sørge for, at Masseria blev likvideret mod til gengæld at blive underboss i Maranzanos familie og at overtage Masserias territorium. Masseria blev likvideret den 15. april 1931 under et restaurantbesøg med Luciano i Coney Island, da en gruppe bevæbnede mænd, formentlig Genovese, Anastasia, Adonis og Bugsy Siegel stormede restauranten og skød Masseria, mens Luciano kortvarigt var gået på toilettet.

### Maranzanos likvidering og The Commission
Efter Masserias død fastlagde Maranzano en fredsplan for alle de sicilianske og italienske mafiabosser i USA. Ifølge planen skulle der være 24 organisationer ("familier") i USA, der hver skulle have deres egen "boss". I New York City skabte Maranzano fem familier: Luciano-familien under Lucky Luciano, Mangano-familien under Vincent Mangano, Gagliano-familien under Tommy Gagliano, Profaci-familien under Joseph Profaci og Maranzano-familien under ham selv. Maranzano skabte også en yderligere position for sig selv: capo di tutti capi, eller bossernes boss.
På trods af at Maranzano på nogle områder var mere fremadskuende end Masseria, blev han fortsat anset for gammeldags af de yngre bandemedlemmer. Luciano var skuffet over, at Maranzano ikke ville dele magten blandt de øvrige familier, og han anså ham for lige så grådig, som Masseria havde været. Maranzano så Luciano og Genovese som en trussel og bestilte en gangster til at få dem likvideret. Tommy Lucchese fortalte imidlertid Luciano om komplottet. Den 10. september 1931 bad Maranzano Luciano og Genovese om at møde på sit kontor på 230 Park Avenue på Manhattan. Luciano var klar over, at Maranzano havde planlagt at dræbe dem og besluttede derfor at handle først. Luciano sendte fire jødiske gangstere, som ikke var kendt af Maranzanos folk, over til kontoret på Park Avenue. Forklædt som politifolk afvæbnede de jødiske gangstere Maranzanos livvagter, hvorefter de stak Maranzano ned før end de skød ham. Med dem var Lucchese, der var med for at udpege Maranzano. Likvideringen var den første af den serie af drab, der senere blev kaldet "De sicilianske vesperes nat" (Night of the Sicilian Vespers).
Luciano var nu det mest betydningsfulde gangster i USA. Han afstod imidlertid fra titlen capo di tutti capi og overlod i stedet til The Commission at regulere mafiaens interne forhold og at mægle mellem de forskellige familier. Luciano overlod ledelsen af Maranzano-familien til Joseph Bonanno.

### Bonanno-æraen
Efter Maranzanos død overtog Joseph Bonanno de fleste af Maranzanos aktiviteter. Som 26-årig var Bonanno den yngste mafia-boss i USA. Ifølge Bonannos selvbiografi mente han ikke, at en fortsat krig mod Luciano ville føre til noget godt, hvorfor han blot koncentrerede sig om at drive familien videre, men en del tyder på, at der var indgået en aftale mellem Luciano og Bonanno om støtte til drabet på Maranzano.
Bonanno drev sin familie med aktiviteter inden for illegalt spil, lånehaj-virksomhed og narko. Familien fik aktiviteter i Californien og Arizona og senere i Canada.
Joseph Bonanno var stærk tilhænger af sicilianske traditioner om "ære" og “respekt" som principper for familien, og Bonanno søgte at begrænse medlemskab til familien til alene at blive tildelt sicilianere fra Castellammarese-egnen. Med tiden blev Joseph Bonanno et magtfuldt medlem af The Commission, bl.a. grundet det tætte forhold til mafiabossen Joe Profaci, der afholdt de øvrige familier fra at udfordre de to allierede familier.
De stabile magtforhold blandt familierne ophørte ved Profacis død i 1962. Joseph Bonanno var nu truet af en alliance mellem Tommy Lucchese og den nye boss Carlo Gambino, ligesom der var voksende utilfredshed internt i Bonanno-familien over, at Joseph Bonanno brugte megen tid i sit hjem i Tucson i Arizona. Bonanno planlagde i 1963 at likvidere flere af de øvrige mafia-bosser, herunder Tommy Lucchese, Carlo Gambino, Stefano Magaddino og Frank DeSimone. Bonanno fik støtte til sine planer hos Profacis efterfølger Joseph Magliocco, der var bitter over ikke at være givet en plads i The Commission. Bonannos plan var at overtage The Commission og gøre Magliocco til sin højre hånd.
Magliocco fik til opgave at sørge for likvideringen af Lucchese og Gambino, og han bad Joseph Colombo om at udføre opgaven. Colombo afslørede imidlertid planerne for de to. De andre mafia-bosser indså hurtigt, at Magliocco ikke kunne have planlagt et sådant træk på egen hånd og kunne konkludere, at det måtte være Bonanno, der stod bag. The Commission forlangte, at Bonanno og Magliocco mødte op for at forklare sig. Af frygt for sit liv gik Bonanno under jorden i Montreal og overlod det til Magliocco at håndtere The Commission. Magliocco, der var fysisk svækket, erkendte sin rolle i komplottet. The Commission valgte at lade Magliocco leve videre, men forlangte at han skulle trække sig som boss for Profaci-familien og gav ham en bøde på $50.000. Som belønning for at have afsløret komplottet fik Colombo overdraget Profaci-familien.
Bonanno vendte tilbage til Manhattan i oktober 1964, hvor han skulle afgive vidneudsagn for en jury. Dagen inden han skulle afgive vidneudsagn blev han imidlertid bortført, formentlig af personer tilknyttet Magaddino. Bonanno blev først set igen i 1966.

### "The Banana War"
Under Bonanno forsvinden overtog Gaspar DiGregorio kontrollen med familien med tilladelse fra The Commission. DiGregorios overtagelse af kontrollen medførte dog oprør blandt dele af familien, der var loyale mod Joseph Bonanno og hans søn Salvatore "Bill" Bonanno. Det interne opgør i familien blev af medierne kaldt "The Banana War".
I begyndelsen af 1966 bad DiGregorio formentlig om et forsoningsmøde med Bill Bonanno, der skulle afholdes i Brooklyn. Da Bill Bonanno mødte op ved huset med sine mænd den 28. januar 1966, blev de beskudt, men blev ikke ramt.
I 1968 blev DiGregorio såret ved et attentat og blev senere ramt at et hjerteanfald. The Commission blev utilfredse med, at DiGregorio ikke var i stand til at skabe ro, og gav i stedet sin støtte til Paul Sciacca. I 1968 afsluttede Joe Bonanno den interne krig i familien ved at acceptere at trække sig tilbage og flytte permanent til Arizona. Joe Bonanno havde forinden haft et hjerteanfald. Som led i fredsslutningen trak sønnen Bill Bonanno sig også tilbage som consigliere og flyttede med faderen ud af New York.

### Tiden i 1970'erne
Paul Sciaccas tid som overhoved for familien var kortvarig, og allerede i 1971 blev positionen overtaget af Natale "Joe Diamonds" Evola, der havde støttet Bonanno. Evolas tid som overhoved blev også kort, da han døde af naturlige årsager i 1973, hvorefter Philip "Rusty" Rastelli overtog familien. Rastelli blev på et møde i februar 1974 godkendt af The Commission.
Rastelli blev imidlertid den 6. marts 1975 tiltalt for bl.a. afpresning og andre kriminelle aktiviteter. Den 23. april 1976 blev Rastelli kendt skyldig i anklagerne, som han blev idømt 10 års fængsel for; en fængselsdom, der skulle afsones i tillæg til en dom på fire års fængsel for bl.a. ågervirksomhed.
Med Rastelli i fængsel overtog Carmine Galante kontrol over familien og blev uofficiel leder. De øvrige familier i New York var bekymrede over Galantes utilslørede forsøg på at overtage narko-markedet. Overhovedet i Genovese-familien, Frank Tieri bad om de øvrige familiers tilladelse til at likvidere Galante. De øvrige familier gav tilladelsen, ligesom også Joe Bonanno, Rastelli og Joseph Massino fra Bonanno-familien gav accept. Den 12. juli 1979 blev Galante likvideret på en restaurant i Brooklyn.

### Donnie Brasco, intern krig og infiltrering
Joseph Pistone, med dæknavnet Donnie Brasco, var en FBI-agent, der infiltrerede Bonanno-familien i 1970'erne. Efter flere måneders planlægning blev operationen påbegyndt i september 1976. Pistone var seks måneder hos Colombo-familien før han skiftede til Bonanno-familien ved at udvikle en relation til Anthony Mirra.
Pistone blev oplært som "soldat" og blev en del af interne opgør i familien, der blev udløst af likvideringen af Galante.
Operationen sluttede i juli 1981, da Pistone fik til opgave at likvidere en gangster.. Pistones arbejde som hemmelig agent førte til over 200 tiltaler og over 100 domme over mafia-medlemmer og tilknyttede gangstere.
I august 1981 blev Dominick "Sonny Black" Napolitano likvideret i en kælder for at have ført Pistone ind i sin bande. I februar 1982 blev Anthony Mirra, der oprindeligt havde introduceret Pistone til familien også likvideret.
Som følge af infiltreringen mistede Bonanno-familien sin plads i The Commission. Udelukkelsen fra The Commission medførte imidlertid, at Rastelli og andre ledende mafiosi ikke blev omfattet af det sagskompleks, som FBI i 1985 anlagde mod en række mafia-bosser (den såkaldte Mafia Commission Trial). Rastelli blev dog idømt fængselsstraffe i andre retssager.

### Reorganisering under Joseph Massino
Rastelli døde den 24. juni 1991. Kort efter overtog Joseph Massino kontrollen med familien.
Massino ønskede at beskytte familien mod infiltration som under Donnie Brasco-sagen og mod, at politi eller andre fik adgang til information om familiens aktiviteter. Han lukkede familiens sociale klubber og afviklede de forretninger, som familien havde med de øvrige familier, da han anså det for risikabelt at være afhængig af de andre familiers sikkerhedsprocedurer. Massino blev rasende, da Joe Bonanno udgav "tell-all" bogen A Man of Honor og han ændrede familiens navn til Massino-familien. Han forbød familiens medlemmer at sige hans navn, de skulle i stedet pege på deres ører; et forbud inspireret af Gambino-familien, der havde indført et lignende forbud. Massino krævede endvidere, at "prospects" skulle være tilknyttet familien i mindst otte år, før de kunne optages i familien, ligesom han opfordrede til, at lade familiens medlemmer lade deres sønner indtræde, da han mente, at dette ville give mere loyale medlemmer og reducere risikoen for, at medlemmerne skulle give oplysninger til politiet. Familiens medlemmer havde dog ry for at være loyale, og Bonanno-familien var den eneste af familierne i New Yorks mafia, hvis medlemmer aldrig havde givet informationer til politiet eller vidnet mod mafiaen. Massino brugte dette som argument for at fremhæve familiens kvaliteter.
I løbet af få år fik Bonanno-familien sin plads i The Commission tilbage, bl.a. ved hjælp fra John Gotti fra Gambino-familien. I 1998 havde en række domfældelser over mafiaens medlemmer gjort Massino til den eneste mafiaboss, der ikke var i fængsel. FBI anså ham som den mest magtfulde mafiaboss i USA.

### Massino bliver informant
Det lykkedes Bonanno-familien at holde sig fri fra politiet indtil 2000, hvor det lykkedes at afsløre en af familiens samarbejdspartnere, Barry Weinberg, i omfattende skattesvig. Weinberg havde samarbejdet med familiens capo Richard Cantarella om indtægter fra parkering. Stillet overfor valget mellem en langvarig fængselsstraf eller at lade sig udstyre med en mikrofon og inkriminere sine samarbejdspartnere, valgte Weinberg at samarbejde. En anden af Weinbergs partnere, Augustino Scozzari, valgte også at samarbejde. Oplysningerne og aflytningerne foretaget ved hjælp af Weinberg and Scozzari førte til et omfattende materiale rettet mod capoen Cantarella og hans håndlangere.
På grundlag af materialet fik anklagemyndigheden i oktober 2002 dom over 21 personer, der enten var en del af familien eller tilknyttet denne. Den mest højtstående af de domfældte var Cantarella, der på det tidspunkt fungerede som "underboss" og capoen Frank Coppa. Coppa afsonede allerede en dom for bedrageri og kunne se frem til en dom i den nye sag, der i praksis ville sende ham i fængsel på livstid. Han besluttede sig derfor som den første i familien til at samarbejde med politiet og blive informant. Efter ham fulgte Cantarella, og kort efter valgte også Joseph D'Amico at blive informant, idet han vidste, at Cantarellas vidneudsagn kunne knytte ham til et udført drab.
Med nye informationer kunne politiet den 9. januar 2003 arrestere Massino sammen med en række andre højtstående familiemedlemmer. Blandt anklagerne mod Massino var at have beordret et drab i 1981. I Massianos fravær overtog Vincent Basciano rollen som fungerende boss.
Efter anholdelsen af Massino besluttede flere andre medlemmer af familien af blive informanter. Da retssagen mod Massiano begyndte, stod han overfor 11 tiltalepunkter efter den amerikanske RICO-lov, herunder syv drab (et yderligere drab, der kunne give dødsstraf, blev holdt ude af retssagen og gemt til en senere retssag), brandstiftelse, afpresning, illegalt spil, hvidvaskning m.fl. Efter fem dages votering fandt juryen den 30. juli 2004 Massino skyldig i alle 11 anklagepunkter. Straffastsættelsen blev udskudt til den 12. oktober samme år, hvor det var forventet, at der ville blive afsagt en fængselsdom på livstid uden mulighed for prøveløsladelse.
Umiddelbart efter domsafsigelsen den 30. juli 2004 tilkendegav Massino et ønske om at samarbejde med politiet. Der udestod fortsat en retssag om likvideringen af Gerlando Sciascia, og Massino risikerede dødsstraf, hvis han blev domfældt i denne sag. Massino hævdede senere, at han var blevet informant for at sikre, at hans hustru og hans mor kunne blive boende i deres huse.

### Bascianos og Montagnas lederskab
Ifølge anklagemyndigheden var det i juli 2004 lykkedes det at få dom over 75 medlemmer af Bonanno-familien i løbet af fire år. I juni 2005 blev yderligere 12 personer, syv af dem over 70 år, tilknyttet familien, herunder familiens consigliere anholdt og tiltalt for ulovligt spil
Efter Massinos anholdelse blev Vincent Basciano fungerende boss. Basciano blev i 2006 dømt for drabsforsøg og for at have drevet ulovligt spil. Han blev dog frikendt for drab, da stemmerne i juryen stod lige. Ved en ny retssag om drabet, blev Basciano i august 2007 kendt skyldig i drabet og idømt livsvarigt fængsel. Basciano havde udpeget Salvatore Montagna til fungerende boss under retssagerne.
I 2007 blev familiens fungerende underboss og consigliere og en række andre fremtrædende medlemmer af familien tiltalt for diverse kriminalitet. Montagna blev deporteret til Canada i 2009 og blev afløst af Vincent Badalamenti som familiens fungerende boss.

### Familien i dag
Michael "The Nose" Mancuso blev i 2013 udnævnt til overhoved i familien.
En række af familiens højtstående medlemmer er siden blevet arresteret eller likvideret.

Den 9. marts 2022 blev familiens boss Michael Mancuso arresteret og er under efterforskning for at have forbrudt sig mod vilkårene for en prøveløsladelse.

### Nutidig forbindelse til den italienske mafia
I 2020 konstaterede itaiensk og amerikansk politi tætte forbindelser mellem Bonanno-familien og mafiafamilien i Castellammare del Golfo. Efterforskningen har afsløret flere møder mellem de to familier.

## Ledere gennem tiden (officielt og fungerende)
| Navn og tilnavn                        | Billede | År   | År   | Noter |
| -------------------------------------- | ------- | ---- | ---- | --- |
| Sebastiano DiGaetano                   |         | 1909 | 1912 | Trak sig tilbage |
| Nicolo Schiro                          |         | 1912 | 1930 | Flygtet |
| Salvatore Maranzano                    |         | 1930 | 1931 | Likvideret den 10. september 1931 |
| Joseph Bonanno Joe Bananas             |         | 1931 | 1968 | Bonanno forsvandt den 21. oktober 1964, men vendte tilbage i maj 1966. Trådte officielt tilbage efter et hjerteanfald i 1968                                              |
| Gaspar DiGregorio Gasparino            |         | 1964 | 1966 | Omtvistet lederskab. Overtog da Bonanno forsvandt. Blev siden fjernet af The Commission.                                                                                  |
| Paul Sciacca                           |         | 1966 | 1971 | Fungerende boos fra 1966-68 for DiGregorio fraktionen. Fuldt anerkendt fra 1968. Trak sig tilbage i 1971.                                                                 |
| Natale Evola Joe Diamond               |         | 1971 | 1973 | Døde den 28. august 1973 af naturlige årsager. |
| Philip Rastelli Rusty                  |         | 1973 | 1991 | Fængslet 1975–1984 og i 1986–1991 |
| Carmine Galante Cigar                  |         | 1974 | 1979 | Uofficiel boss under Rastellis fængling. Likvideret den 12. juli 1979 |
| Salvatore Farrugia Sally Fruits        |         | 1979 | 1983 | Udpeget af The Commission efter likvideringen af Galante som fungerende boss under Rastellis fængsling.                                                                   |
| Anthony Spero Old Man                  |         | 1987 | 1991 | Fungerende boss under Rastellis fængsling. Idømt livsvarigt fængsel i 2002; døde i 2008                                                                                   |
| Joseph Massino Big Joey                |         | 1991 | 2004 | Fængslet januar 2003 og blev informant i oktober 2004. |
| Vincent Basciano Vinny Gorgeous        |         | 2004 | 2011 | Tiltrådte som fungerende boss ved Massinos fængsling. Overtog familien, da Massino blev informant. Blev fængslet i 2004 og modtog en livstidsdom. Trak sig tilbage i 2011 |
| Michael Mancuso The Nose               |         | 2004 | 2006 | Fungerende under Bascianos fængsling. Blev selv fængslet februar 2006. |
| Salvatore Montagna Sal the Iron Worker |         | 2006 | 2009 | Fungerende under Bascianos fængsling. Deporteret til Canada i april 2009. Likvideret i november 2011.                                                                     |
| Vincent Badalamenti Vinny T.V.         |         | 2010 | 2012 | Fungerede under Bascianos fængsling. Selv fængslet januar 2012 |
| Michael Mancuso The Nose               |         | 2013 | -    | Tiltrådt som boss i 2013. Fængslet flere gange. Senest løsladt i 2019, men anholdt i marts 2022 under anklage for at have forbrudt sig mod vilkår for prveløsladelse.     |